# Haworthia angustifolia
Haworthia angustifolia ist eine Pflanzenart der Gattung Haworthia in der Unterfamilie der Affodillgewächse (Asphodeloideae).

## Beschreibung
Haworthia angustifolia wächst stammlos und sprossend. Die 10 bis 40 aufrechten, lanzettlich zugespitzten, dünnen und etwas schlaffen Laubblätter bilden eine Rosette mit einem Durchmesser von bis zu 4 Zentimetern. Die bräunliche bis dunkelgrüne Blattspreite ist bis zu 10 Zentimeter lang und 1 Zentimeter breit. Die Blattränder und der Blattkiel sind fein gezähnelt.
Der lockere Blütenstand erreicht eine Länge von bis zu 20 Zentimeter und besteht aus acht bis zehn Blüten. Die Blüten sind weiß bis matt rosarötlich weiß.

## Systematik und Verbreitung
Haworthia angustifolia ist in der südafrikanischen Provinz Ostkap verbreitet.
Die Erstbeschreibung durch Adrian Hardy Haworth wurde 1825 veröffentlicht. Es existieren zahlreiche Synonyme.
Es werden folgende Varietäten unterschieden:
- Haworthia angustifolia var. angustifolia
- Haworthia angustifolia var. altissima M.B.Bayer
- Haworthia angustifolia var. baylissii (C.L.Scott) M.B.Bayer
- Haworthia angustifolia var. paucifolia G.G.Sm.

## Nachweise